# Zeghanghane
Zeghanghane (en berbère: ⴰⵣⵖⴰⵏⵖⴰⵏ) est une ville marocaine de la province de Nador. Elle se situe à 7 km à l’ouest de la ville de Nador et occupe l'est de la région tribale de Gelaya (en berbère: Iqeřεiyen). La superficie de la ville est de 508 ha et sa population est estimée à 50 000 habitants en 2018.

## Présentation
La ville de Zeghanghane constitue le deuxième bout de l’axe Ennaḍor-Azɣenɣan réputé pour sa grande activité commerciale et aussi pour son développement urbain.
La situation géographique de la ville de Zeghanghane fait d’elle un point d’intersection pour les communes rurales : Iḥeddaden, Ayt Sidař en Wedrar, Ayt Buyefrur et Iksan. Et vu son importance économique, surtout commerciale, Zeghanghane est considérée comme un centre urbain qui satisfait presque tous les besoins des habitants des communes riveraines en ce qui concerne l’approvisionnement et les services.
La ville de Zeghanghane possède trois accès principaux :
- Nador-Zeghanghane à l’est ;
- Seřwan-Azghenghan à l’ouest ;
- Ayt Sidař, Dar El Kebdani-Azghenghan au nord.

La rocade Essɛidiya-Ṭanja traverse la municipalité.
La ville est entourée de massifs de montagnes dont le plus haut est le plus important est Azrouhammar qui donne à la ville un attrait spécial.
Au centre de la ville, se trouve un jardin public qui ressemble beaucoup aux jardins de l'Andalousie. Pas loin de ce jardin on trouve la pépinière des eaux et forêts qui s’étend sur plusieurs hectares. À sa limite dans le nord, on trouve la source « Ibouyan » dont l'eau est vivement apprécié par un nombre important des habitants de toute la province. L'eau de cette source est très abondante et permet l'irrigation de plusieurs petits champs.
Sur le plan historique, la ville de Zeghanghane est très réputée pour sa résistance à l'occupation espagnole. L'histoire retient vivement l'action anti-coloniale menée par le militant Charif Mohamed Améziane qui a dirigé plus de cent batailles contre le colonisateur jusqu'à sa mort le 15 mai 1912.